# Rajko Ostojić
Rajko Ostojić, né le 19 janvier 1962 à Zagreb, est un homme politique croate membre du Parti social-démocrate de Croatie (SDP). Il est ministre de la Santé entre 2011 et 2014.

## Biographie

### Formation et vie professionnelle
Diplômé de la faculté de médecine de l'université de Zagreb en 1986, il devient enseignant-chercheur en 1991. Il se spécialise ensuite en médecine interne, puis en gastro-entérologie. En 2002, il prend la direction du département d'hépatologie de la clinique de médecine interne du CHU de Zagreb.

### Activités politiques
Il adhère au SDP en 2007 et se fait élire député à la Diète lors des élections législatives de la même année. Il est alors choisi comme vice-président de la commission de la Santé et du Bien-être social. À la suite des élections législatives de 2011, il est nommé le 23 décembre ministre de la Santé dans le gouvernement du Premier ministre social-démocrate Zoran Milanović.
Il est remplacé le 18 juin 2014 par Siniša Varga.